# Cornugonus floweri
Cornugonus floweri är en mångfotingart som beskrevs av Demange 1961. Cornugonus floweri ingår i släktet Cornugonus och familjen Harpagophoridae. Inga underarter finns listade i Catalogue of Life.